# M/S Riddarholmen
M/S Riddarholmen är ett svenskt passagerarfartyg, som byggdes på Motala Verkstad i Motala 1916 som lastfartyget Vielle Montagne III, och som renoverades av Britmari Brax och Thunbolagen till passagerarfartyg 1990. Hon ligger vid Gustav III:s torg vid Slottet i Stockholm, för kryssningar på Mälaren och tillhör sedan 1996 Göta Kanal Charter Stockholm AB, numera inom samma koncern som Blidösundsbolaget AB.

## Bildgalleri

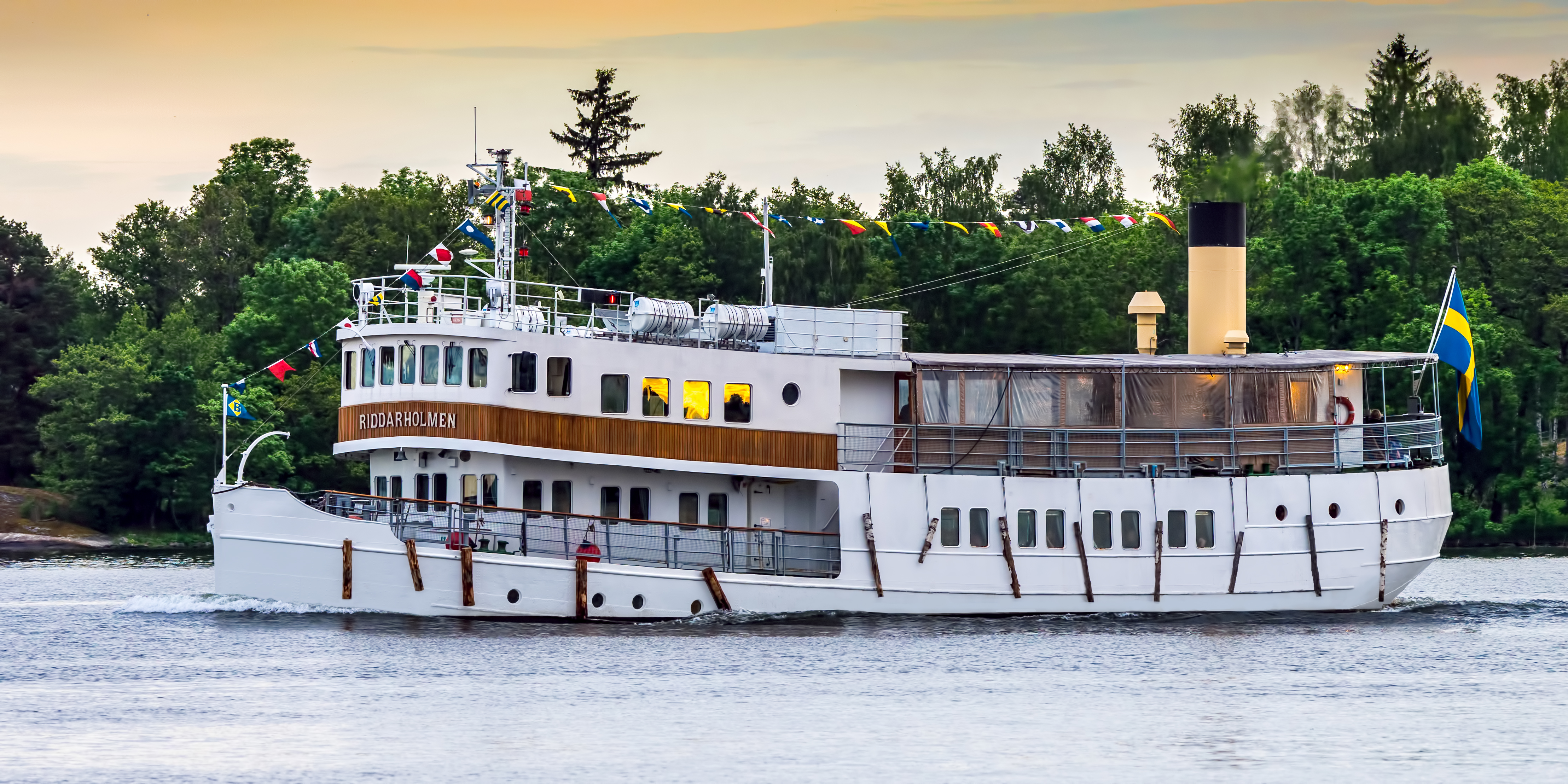
M/S Riddarholmen angör Vaxholm
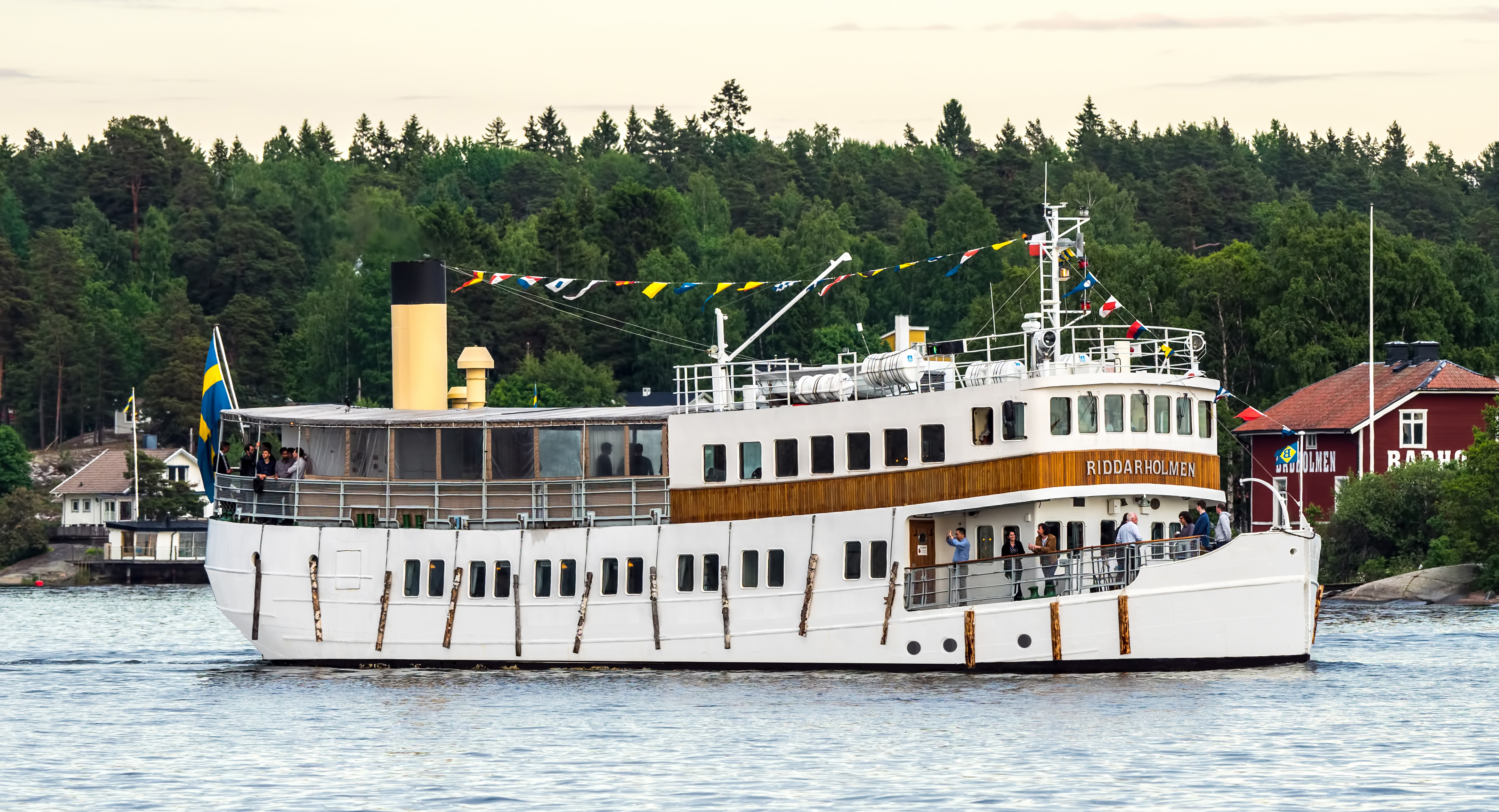
M/S Riddarholmen Lämnar Vaxholm
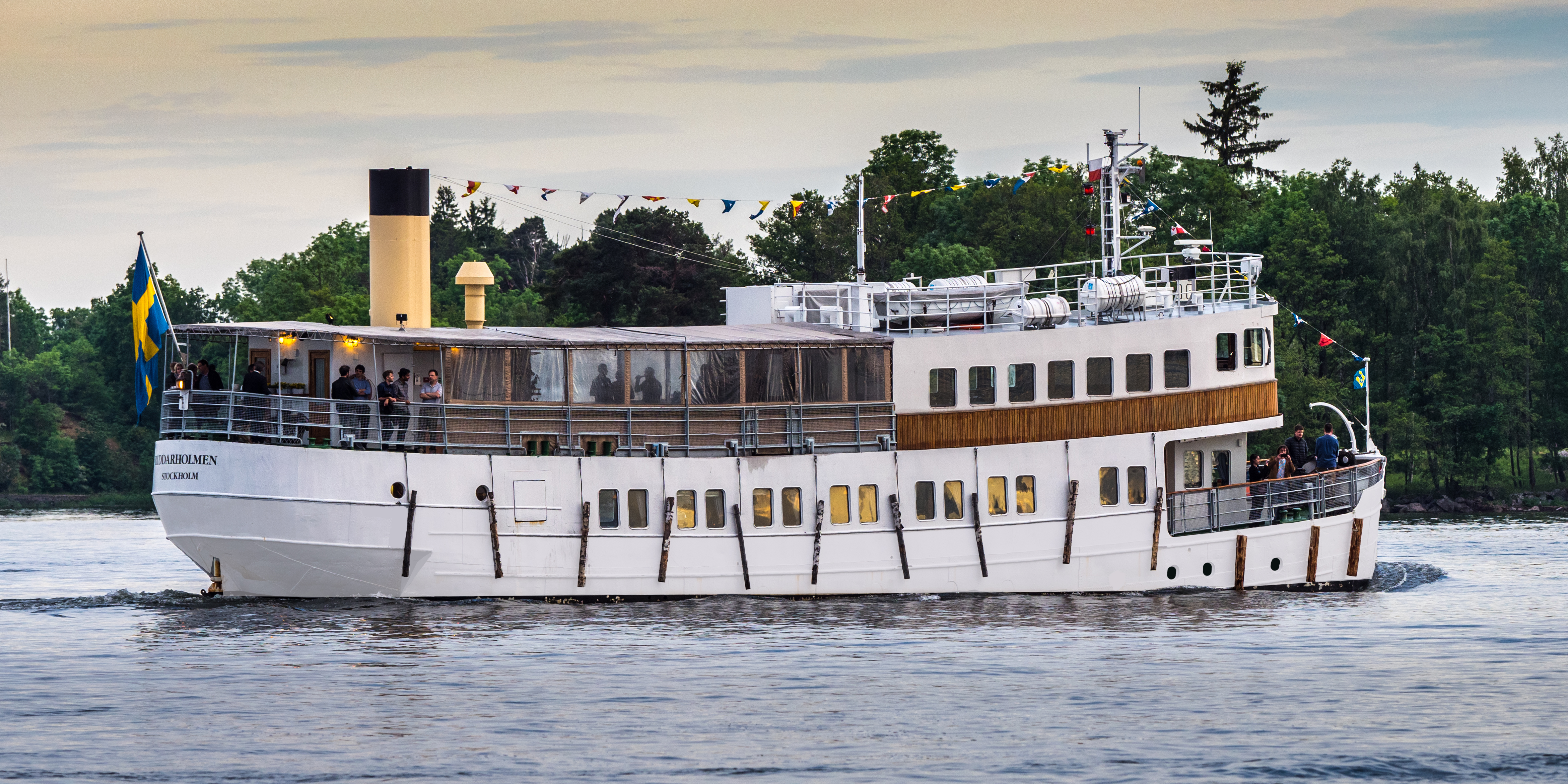
M/S Riddarholmen i Söderfjärden
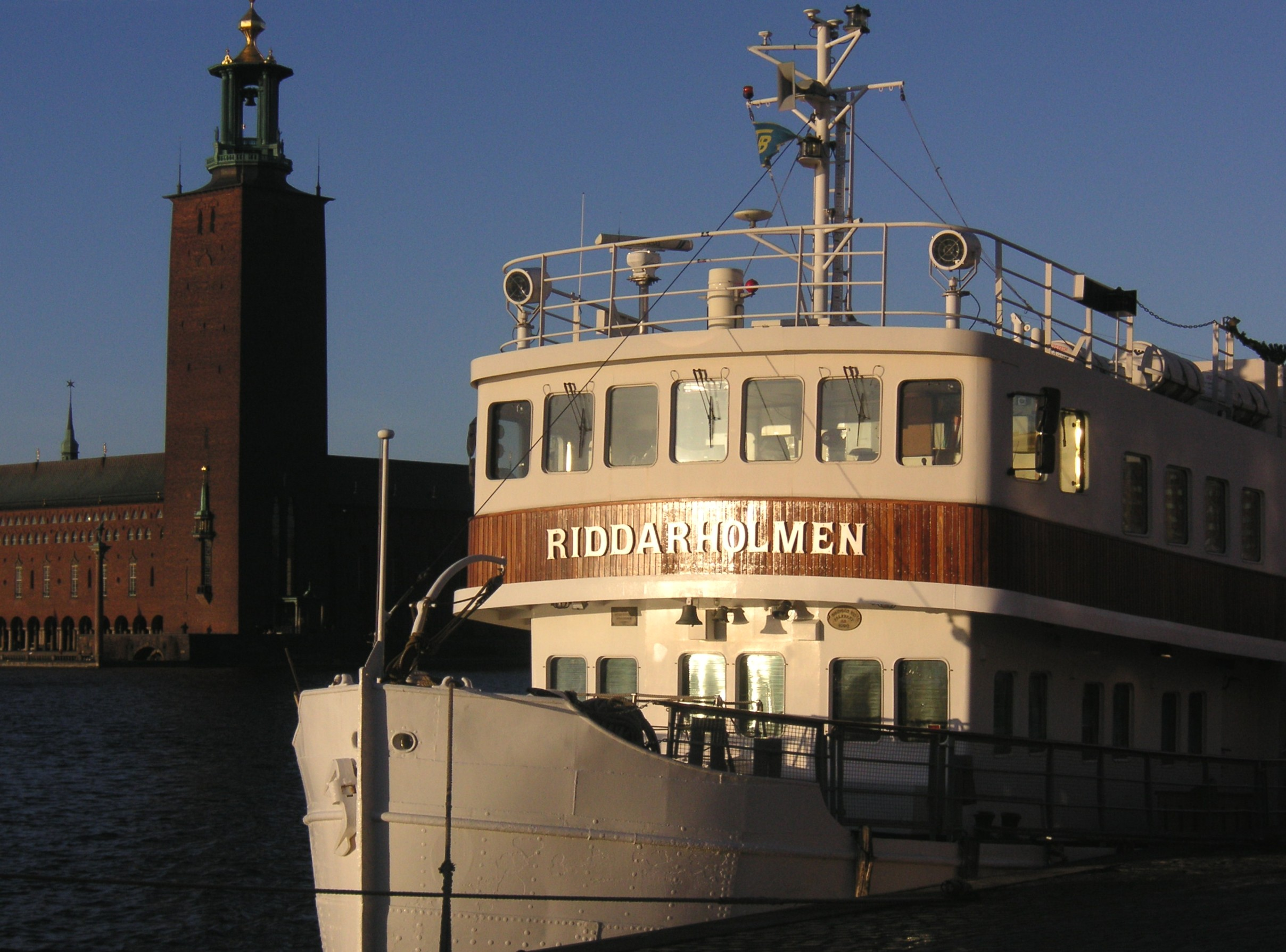
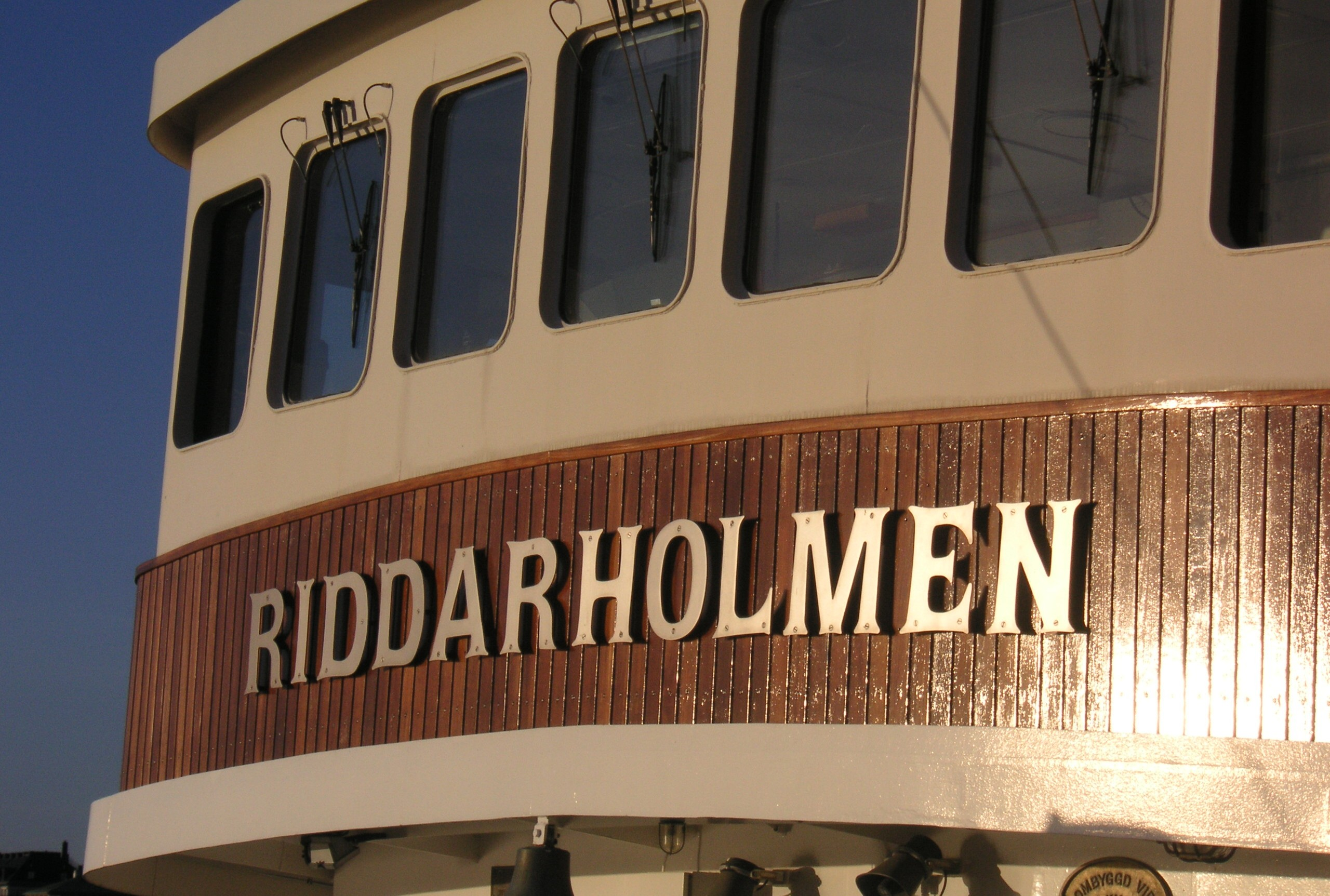
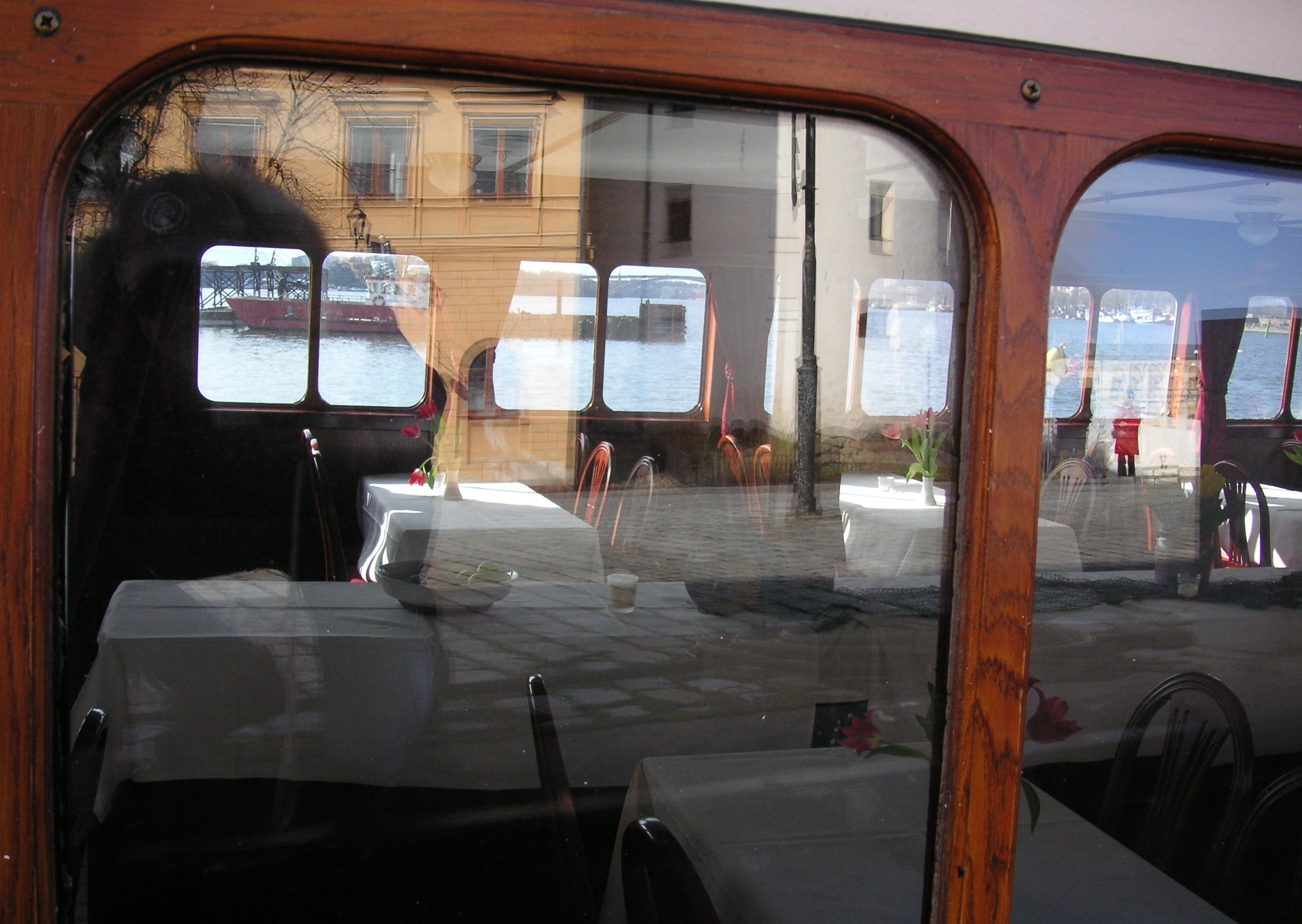